# Lampung (Sprache)
Lampung ist eine im südlichen Sumatra in der Provinz Lampung vom Volk der Lampung gesprochene Sprache. Sie gehört zu den malayo-polynesischen Sprachen innerhalb der austronesischen Sprachen.
Es ist ein Dialekt-Cluster mit zwei Hauptdialekten, die von manchen Sprachwissenschaftlern als verschiedene Sprachen gesehen werden:
Abung / Pepadun (Lampung Nyo) und Pesisir / Say Batin (Lampung Api). Eine dritte Variante, Komering, wird manchmal als Teil von Lampung Api, von anderen Sprachwissenschaftlern als eigene Sprache gesehen. Lampung Api ist die angesehenste Varietät.
Vor der Einführung der lateinischen Schrift wurde Lampung in einer Schrift namens Aksara Lampung oder Hatte Lampung geschrieben, die eine Variante der in Zentral- und Südsumatra verwendeten Ulu-Schrift ist.